# Finlandia en los Juegos Olímpicos de Tokio 2020
Finlandia estuvo representada en los Juegos Olímpicos de Tokio 2020 por un total de 48 deportistas que compitieron en 11 deportes. Responsable del equipo olímpico fue el Comité Olímpico Finlandés, así como las federaciones deportivas nacionales de cada deporte con participación.
Los portadores de la bandera en la ceremonia de apertura fueron el nadador Ari-Pekka Liukkonen y la tiradora Satu Mäkelä-Nummela.

## Medallistas
El equipo olímpico de Finlandia obtuvo las siguientes medallas:
| Nombre         | Deporte  | Competición         |
| -------------- | -------- | ------------------- |
| Oro            |          |                     |
| —              |          |                     |
| Plata          |          |                     |
| —              |          |                     |
| Bronce         |          |                     |
| Mira Potkonen  | Boxeo    | Ligero (57–60 kg) F |
| Matti Mattsson | Natación | 200 m braza M       |